# Yūki Tamura
Yūki Tamura (japanisch 田村 祐基 Tamura Yūki; * 31. Dezember 1985 in der Präfektur Hiroshima) ist ein ehemaliger japanischer Fußballspieler.

## Karriere
Tamura erlernte das Fußballspielen in der Jugendmannschaft von Sanfrecce Hiroshima. Seinen ersten Vertrag unterschrieb er 2004 bei den Sanfrecce Hiroshima. Der Verein spielte in der höchsten Liga des Landes, der J1 League. Für den Verein absolvierte er acht Erstligaspiele. 2006 wurde er an den Zweitligisten Ehime FC ausgeliehen. Für den Verein absolvierte er 36 Ligaspiele. 2007 kehrte er zu Sanfrecce Hiroshima zurück. 2008 wechselte er zum Zweitligisten FC Gifu. Im August 2008 wechselte er zum Drittligisten Gainare Tottori und war dort zwei Jahre aktiv. Die letzten beiden Jahre seiner Karriere war er noch bei den drei paraguayischen Vereinen Club Guaraní, Club Sportivo Trinidense und Sportivo Luqueño aktiv.